# Luigi Furlan
Luigi Furlan (Ginevra, 22 giugno 1963) è un ex ciclista su strada italiano, professionista dal 1986 al 1995.

## Palmarès
- 1984 (Dilettanti)

Gran Premio di Poggiana
Campionati italiani, Prova in linea dilettanti
- 1985 (Dilettanti)

Trofeo Gianfranco Bianchin
- 1986 (Malvor, una vittoria)

4ª tappa Tour de Luxembourg (Vianden > Diekirch)
- 1988 (Gewiss-Bianchi, una vittoria)

Giro dell'Umbria
- 1992 (Chazal, due vittorie)

3ª tappa Route du Sud (Vic-Fezensac > Saint-Gaudens)
5ª tappa Miller Superweek

## Piazzamenti

### Grandi Giri
- Giro d'Italia

1987: 49º
1988: 89º
- Tour de France

1986: ritirato (16ª tappa)

### Classiche monumento
- Milano-Sanremo

1989: 94º
- Giro delle Fiandre

1987: 75º
- Giro di Lombardia

1989: 48º
1990: 16º